# Myangad (sum)
Pour les articles homonymes, voir Myangad.
Myangad (mongol cyrillique : Мянгад сум, Myangad sum) est un sum de l'aïmag (province) de Khovd dans l’ouest de la Mongolie. Sa capitale est Byankhoshuu.